# قطعنامه ۱۱۵۷ شورای امنیت
قطعنامه ۱۱۵۷ شورای امنیت سازمان ملل متحد که در تاریخ ۲۰ مارس ۱۹۹۸ تصویب شد، سندی بین‌المللی دربارهٔ بررسی وضعیت در آنگولا است. این قطعنامه طی نشست ۳۸۶۳ام با ۱۵ رای موافق، ۰ مخالف و ۰ ممتنع تصویب شد.